# Fuzûlî
Fużūlī (فضولی) là bút danh của nhà thơ Muhammad bin Suleyman (1483 – 1556). Ông được coi là một trong những nhân vật lỗi lạc nhất trong văn học Thổ Nhĩ Kỳ. Fużūlī viết những bài thơ sưu tầm của ông (Diwan (thơ)|dîvân) bằng ba thứ tiếng: tiếng Azerbaijan Thổ Nhĩ Kỳ, tiếng Ba Tư và tiếng Ả Rập. Dù các tác phẩm Thổ Nhĩ Kỳ của ông được viết bằng tiếng Azerbaijan, ông cũng sáng tác thơ bằng cả tiếng Ottoman Thổ Nhĩ Kỳ và tiếng Chagatai Thổ Nhĩ Kỳ. Ông cũng làm thơ trong cả toán học và thiên văn học.

## Tiểu sử
Fużūlī – Suleyman sinh ở Karbala, miền nam Iraq. Ngày sinh chính xác không xác định được, chỉ có những giả thiết trong khoảng từ 1480 đến 1498. Bố mẹ của Fużūlī – Suleyman làm nghề gì cũng không được xác định, tuy nhiên, xét theo những điều kiện mà Fużūlī – Suleyman có được trong cuộc sống thời trẻ cũng như sự giáo dục đến nơi đến chốn thì gia đình phải rất có điều kiện về kinh tế. Fużūlī học y học, thiên văn, lô gíc, toán và Triết học phương Đông, triết học Hy Lạp cổ đại ở Baghdad. Ông biết nhiều tác phẩm của Aristotle, Platon cũng như thơ ca của Nezami, Hasimi. Ông dạy học ở trường dòng thành phố Najaf nhưng sau đó đã xin nghỉ vì không thích hợp với công việc này. Một thời gian cuộc sống vật chất gặp nhiều khó khăn, vua Selim I cấp cho ông một khoản lương hưu đủ sống. Ông mất năm 1556 trong một trận dịch tả.
Fużūlī sáng tác tất cả 16 tác phẩm bằng các thứ tiếng: Azerbaijan, Ba Tư và Ả Rập. Có thể gọi Fużūlī là nhà thơ trữ tình, phần lớn thơ của ông sáng tác bằng thể thơ ghazal, một số ít bằng thể rubai. Trong nhiều tác phẩm, ông phê phán các chức sắc tôn giáo trong việc áp bức, bóc lột dân chúng, tố cáo những thói hư tật xấu như ăn đút lót của các tầng lớp quan lại, tác phẩm tiêu biểu nhất về đề tài này là: Şikâyetnâme (شکايت نامه; "Complaint"- Những lời than phiền). Một số tác phẩm tiêu biểu khác của ông: Dîvân ("Collected Poems" – Tuyển tập thơ), Beng ü Bâde (بنگ و باده; "Hashish and Wine" – Thuốc phiện và rượu), Sehhat o Ma'ruz (صحت و معروض; "Health and Sickness" – Sức khỏe và bệnh tật), Rend va Zâhed (رند و زاهد; "Hedonist and Ascetic" – Khoái lạc và khổ hạnh)vv ...
Tác phẩm quan trọng nhất của ông: Dâstân-ı Leylî vü Mecnûn (داستان ليلى و مجنون; "The Epic of Layla and Majnun" – Câu chuyện Layla và chàng điên) được viết bằng tiếng Azerbaijan. Fużūlī dùng cốt truyện của câu chuyện tình Ả Rập sáng tạo nên một tuyệt tác được đánh giá là có giá trị nghệ thuật cao hơn hẳn những tác phẩm về đề tài này trước đó, trở thành một biểu tượng về sự đau khổ, về thân phận của người phụ nữ Phương Đông. 

## Tác phẩm
Tiếng Azerbaijan Turkish:
- Dîvân ("Collected Poems")

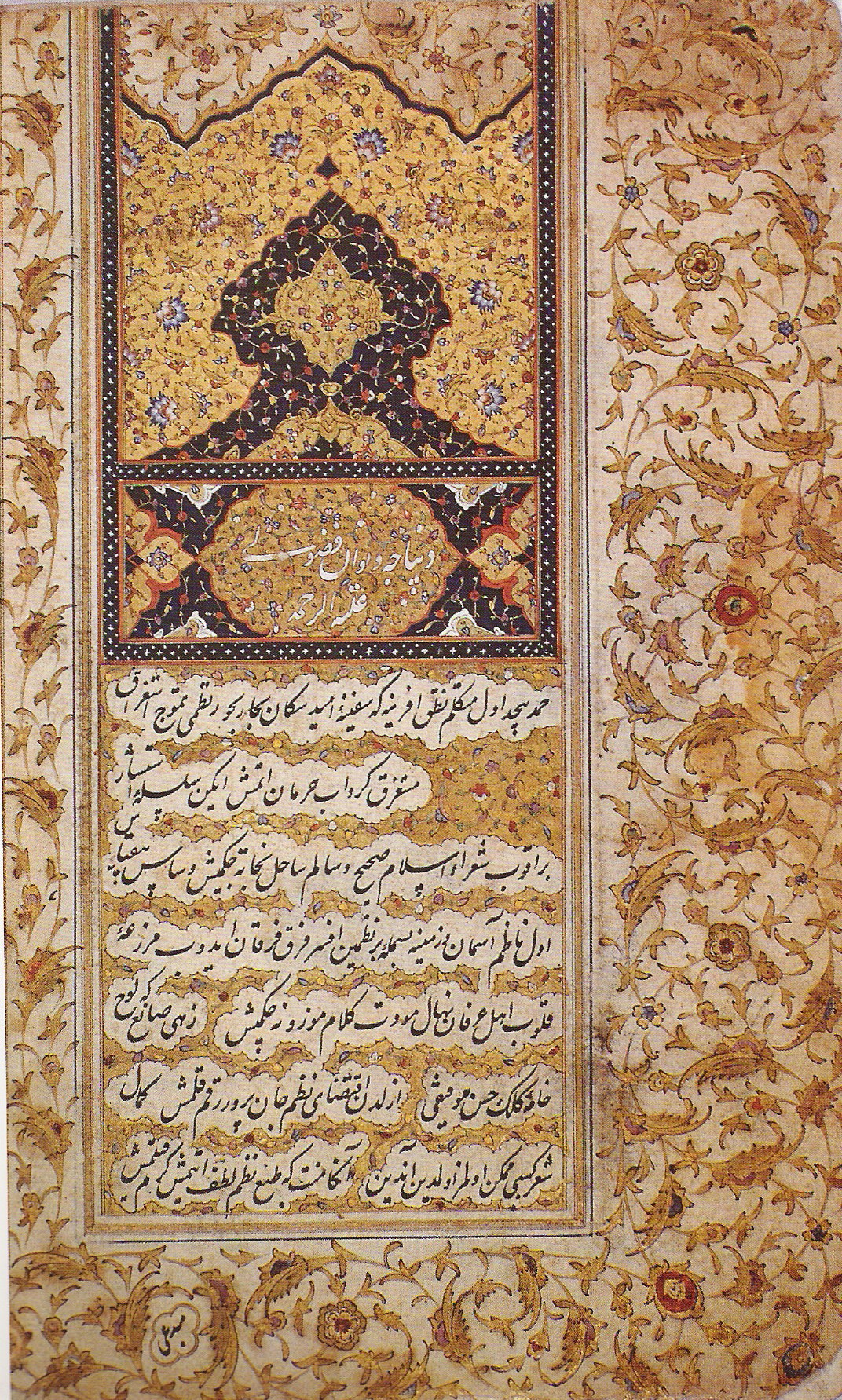
Một trang trong Tuyển tập của Fużūlī

- Beng ü Bâde (بنگ و باده; "Hashish and Wine")
- Hadîkat üs-Süedâ (حديقت السعداء; "Garden of Pleasures")
- Dâstân-ı Leylî vü Mecnûn (داستان ليلى و مجنون; "The Epic of Layla and Majnun")
- Risâle-i Muammeyât (رسال ﻤﻌﻤيات; "Treatise on Riddles")
- Şikâyetnâme (شکايت نامه; "Complaint")

Tiếng Ba Tư:
- Dîvân ("Collected Poems")
- Anîs ol-qalb (انیس القلب; "Friend of the Heart")
- Haft Jâm (هفت جام; "Seven Goblets")
- Rend va Zâhed (رند و زاهد; "Hedonist and Ascetic")
- Resâle-e Muammeyât (رسال ﻤﻌﻤيات; "Treatise on Riddles")
- Sehhat o Ma'ruz (صحت و معروض; "Health and Sickness")

Tiếng Ả Rập:
- Dîvân ("Collected Poems")
- Matla' ul-İ'tiqâd (مطلع الاﻋﺘﻘﺎد; "The Birth of Faith")